# Whetstone (Arizona)
Whetstone ist ein Census-designated place im Cochise County im US-Bundesstaat Arizona. Das U.S. Census Bureau hat bei der Volkszählung 2020 eine Einwohnerzahl von 3.236 auf einer Fläche von 30,6 km² ermittelt. 
Die Bevölkerungsdichte liegt bei 106 Einwohnern je km². Whetstone wird von der Arizona State Route 90 tangiert und liegt nahe der Interstate 10. Whetstone grenzt an Benson.